# Progradação
Progradação é um processo natural de ampliação das praias, provocados pelo mar. Quando o mar deposita sedimentos, a costa é ampliada e a progradação é positiva. Já quando o mar retira sedimentos, a costa diminui e chamamos de uma progradação negativa. Está sempre relacionada ao tamanho da costa, diferente do eustatismo.